# Louis Favre

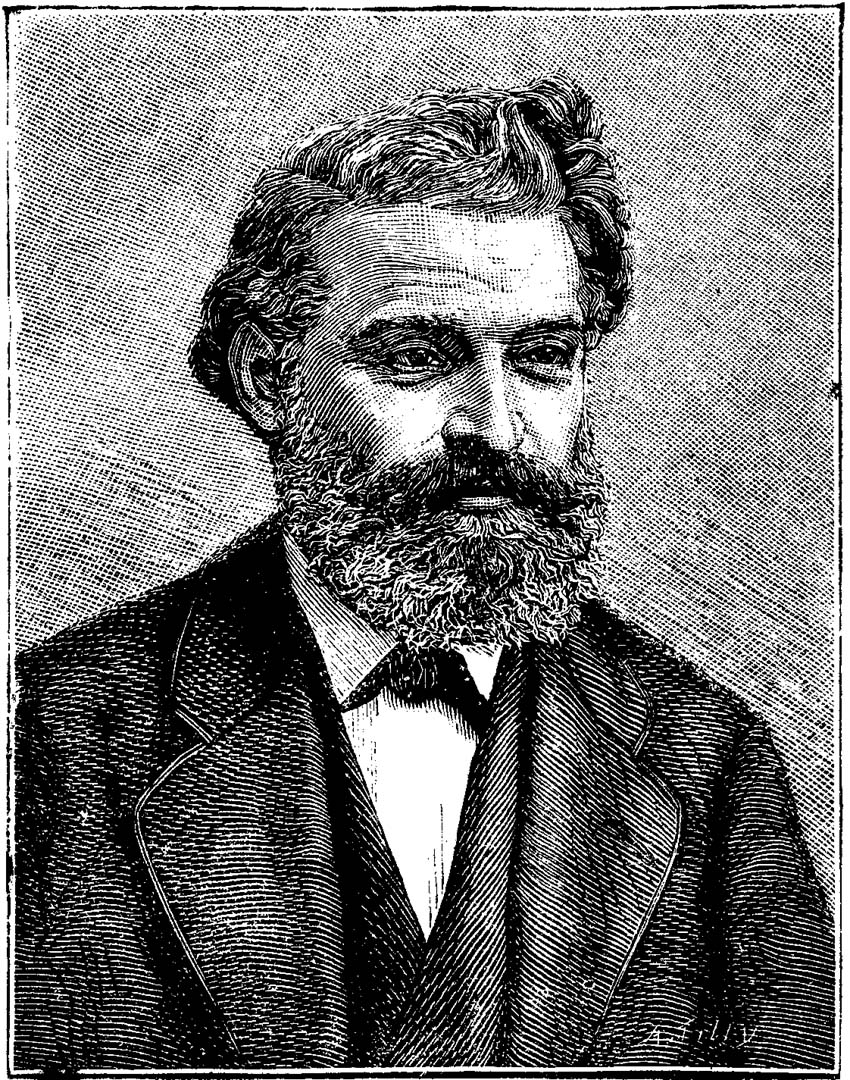
Louis Favre

Louis Favre (* 28. Januar 1826 in Chêne-Bourg; † 19. Juli 1879 in Göschenen) war ein Schweizer Bauunternehmer und autodidaktischer Ingenieur. Er war für den Bau des Gotthardtunnels, des Kernstücks der Gotthardbahn, verantwortlich.

## Leben
Louis Favre war der Sohn des Zimmermeisters Claude Favre und der Péronne geborene Chevalier. Er war katholischer Religion und hatte das Bürgerrecht in Genf. Er heiratete 1849 Caroline Eugénie Rondeau.
1846 ging er als Zimmermannsgeselle nach Neuilly-sur-Marne in der Nähe von Paris. Er belegte Architekturkurse und bildete sich autodidaktisch zum Ingenieur weiter. So schaffte er den Aufstieg vom einfachen Handwerker zum Steinbruch- und Bau-Unternehmer. Zusammen mit dem Eisenbahningenieur Jean-Daniel Colladon führte er verschiedene Bauten aus: 1846–51 Arbeiten für die Bahngesellschaft Paris–Lyon (PL) in Charenton, 1852–53 solche an der Linie Montbart–Dijon, 1854 den Bahnhof Vaise in Lyon, 1855 die Augné-Linie (Jura) mit Tunnel im Mergel, 1856–58 die Verlängerung des Crédo-Tunnels (Ain) an der Bahnstrecke Lyon–Genève und 1858–60 bei den Tunnels von Grandvaux und La Cornallaz (Puidoux) an der Bahnstrecke Lausanne–Bern. 1863–65 liess er für Henri du Bord das Hôtel de la Paix in Genf erstellen und arbeitete in Frankreich an der Linie Chagny–Nevers, am Creuzot–Tunnel und an dem Aquädukt, mit dem Wasser aus dem Fluss Vanne nach Paris geleitet wurde.

## Gotthardbahn und Tod

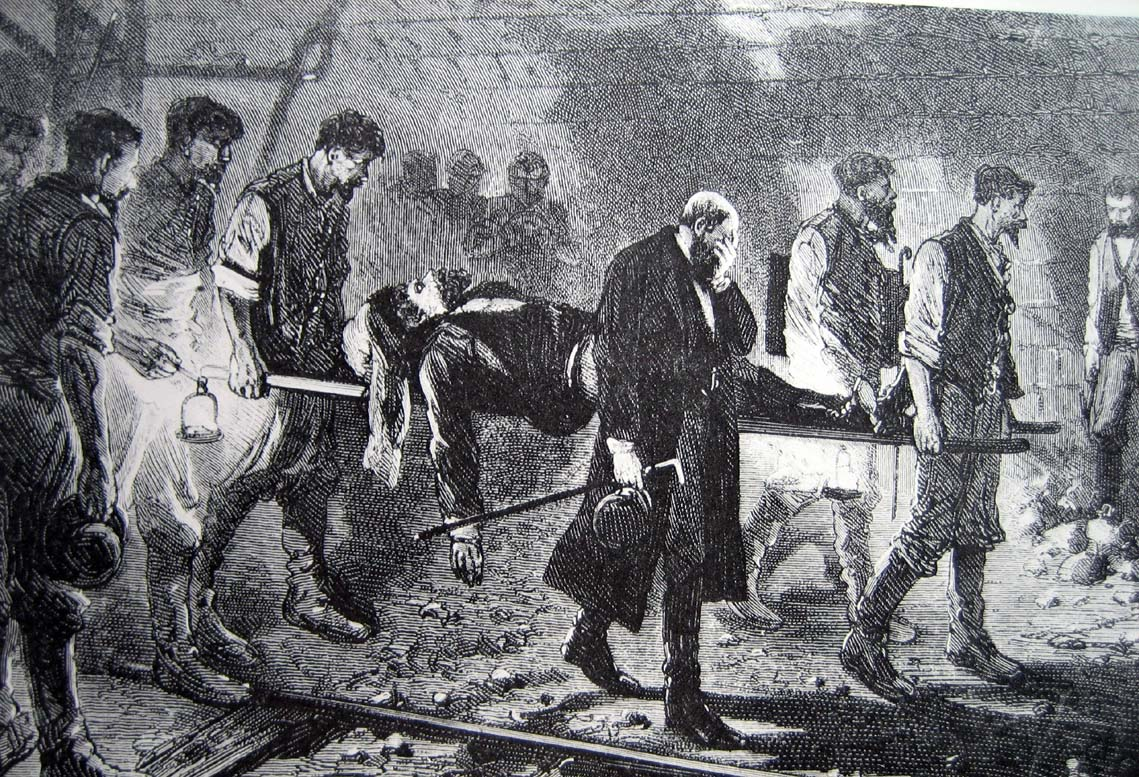
Favres Tod im Tunnel

Das Unternehmen von Favre siegte über sechs Mitbewerber und erhielt trotz verspäteter Angebotsabgabe den Zuschlag für den Bau des Gotthardtunnels, dem damals längsten Eisenbahntunnel der Welt. Er sicherte im Vertrag vom 7. August 1872 eine Bauzeit von acht Jahren statt neun der nächstliegenden Angebote, sowie bei einem Angebotspreis von 56 Mio. Franken ein um 12½ Mio. Franken günstigeres Angebot. Sollte die Bauzeit kürzer sein, war ihm eine Prämie von 5000 Franken pro Tag zugesagt, sollte sich die Bauzeit verzögern, müsste Favre eine Strafe von ebenfalls 5000 Franken bezahlen. Bei mehr als sechs Monaten Fertigstellungsverzug sollte sich die Verzugsstrafe auf 10'000 Franken pro Tag erhöhen.
Die Bauarbeiten verliefen von 1871 bis 1880, der Durchschlag fand am 29. Februar 1880 statt. Neben erheblichen technischen und geologischen Problemen hatte Louis Favre auch mehrfach Auseinandersetzungen mit der finanzierenden Bank und der Baudirektion der Gotthardbahn-Gesellschaft zu bewältigen, die teilweise gerichtlich ausgetragen wurden. Ausserdem kam es 1875 zu einem blutig niedergeschlagenen Streik der italienischen Tunnelarbeiter. Die zugesagte achtjährige Bauzeit verzögerte sich um zehn Monate, wodurch die Familie Favres finanziell ruiniert wurde. Planung und Bau gelten für damalige Verhältnisse als technisches Meisterwerk. 
Am 19. Juli 1879 wurde Favre bei einer Besichtigung im Tunnel bei Kilometer 3 von einem Unwohlsein befallen und starb wenige Minuten später im Alter von 53 Jahren an Herzversagen. Technischer Gesamtleiter wurde Ernest von Stockalper. Obwohl Favre den Durchstich nicht mehr erlebte, wurde ihm die Ehre zuteil, symbolisch als erster den Tunnel zu durchqueren: Am 28. Februar 1880 um 18.45 Uhr durchdrang ein Bohrer von Süden her die noch stehende Felswand. Durch dieses Loch reichten die Arbeiter ihren Kollegen auf der Nordseite eine Blechdose mit einem Bild Favres mit den Worten: «Wer wäre würdiger gewesen, als Erster die Schwelle zu überschreiten, als Favre, der seinen Mitarbeitern Meister, Freund und Vater war. Es lebe der Gotthard!»